# Groundation

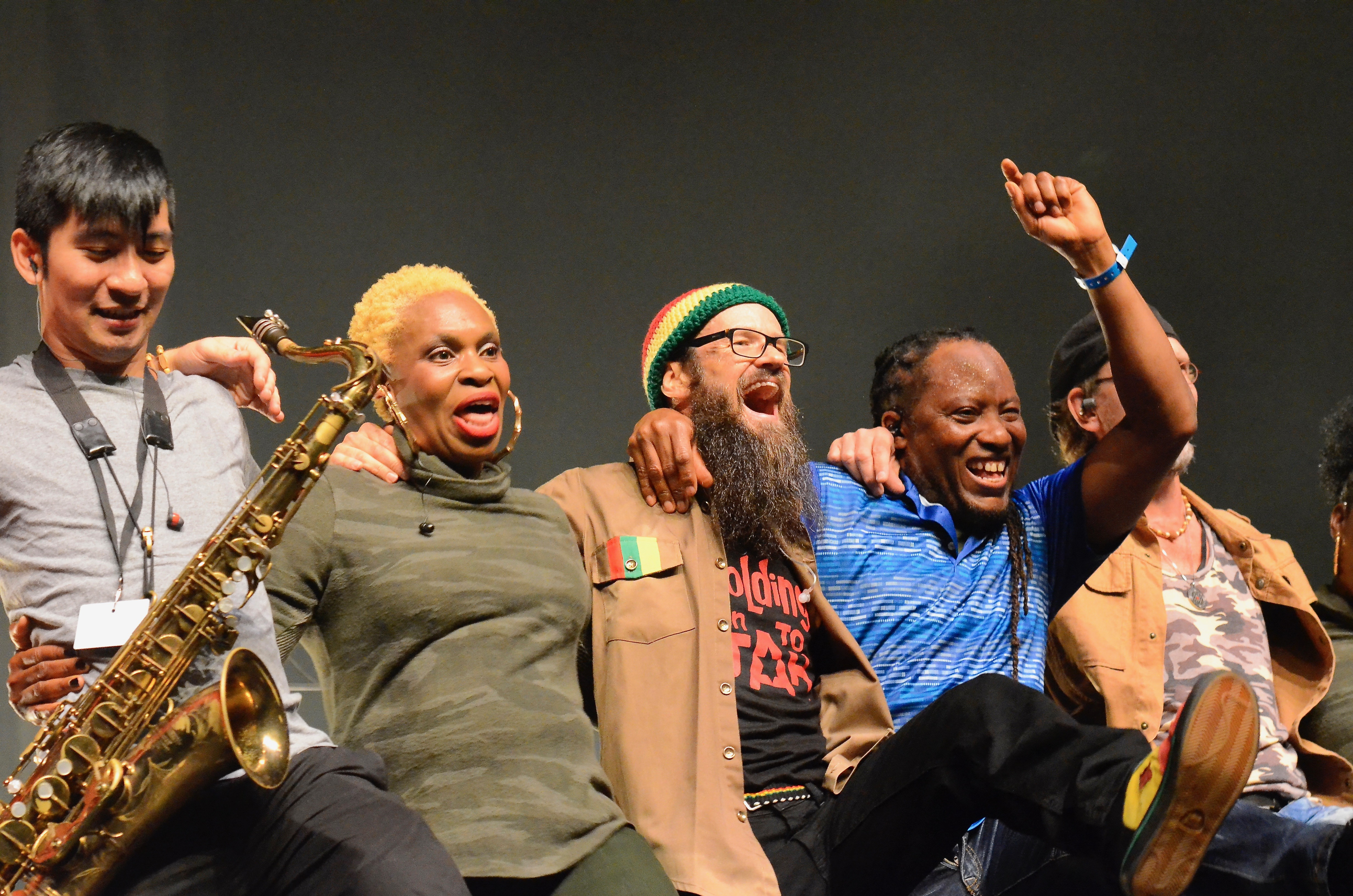
Groundation na een concert in Brussel op 20 oktober 2018

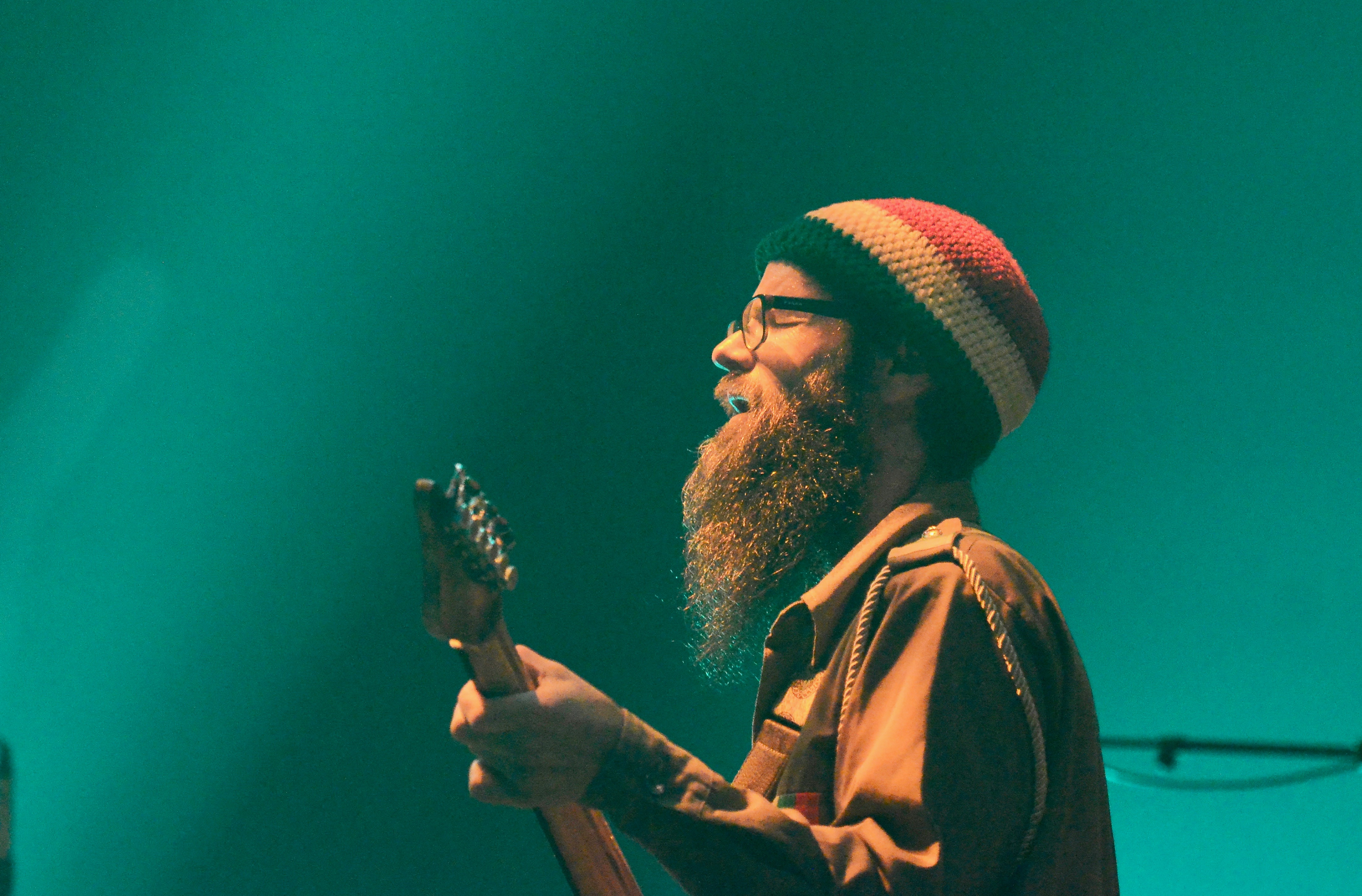
Groundation tijdens een concert in Brussel op 20 oktober 2018

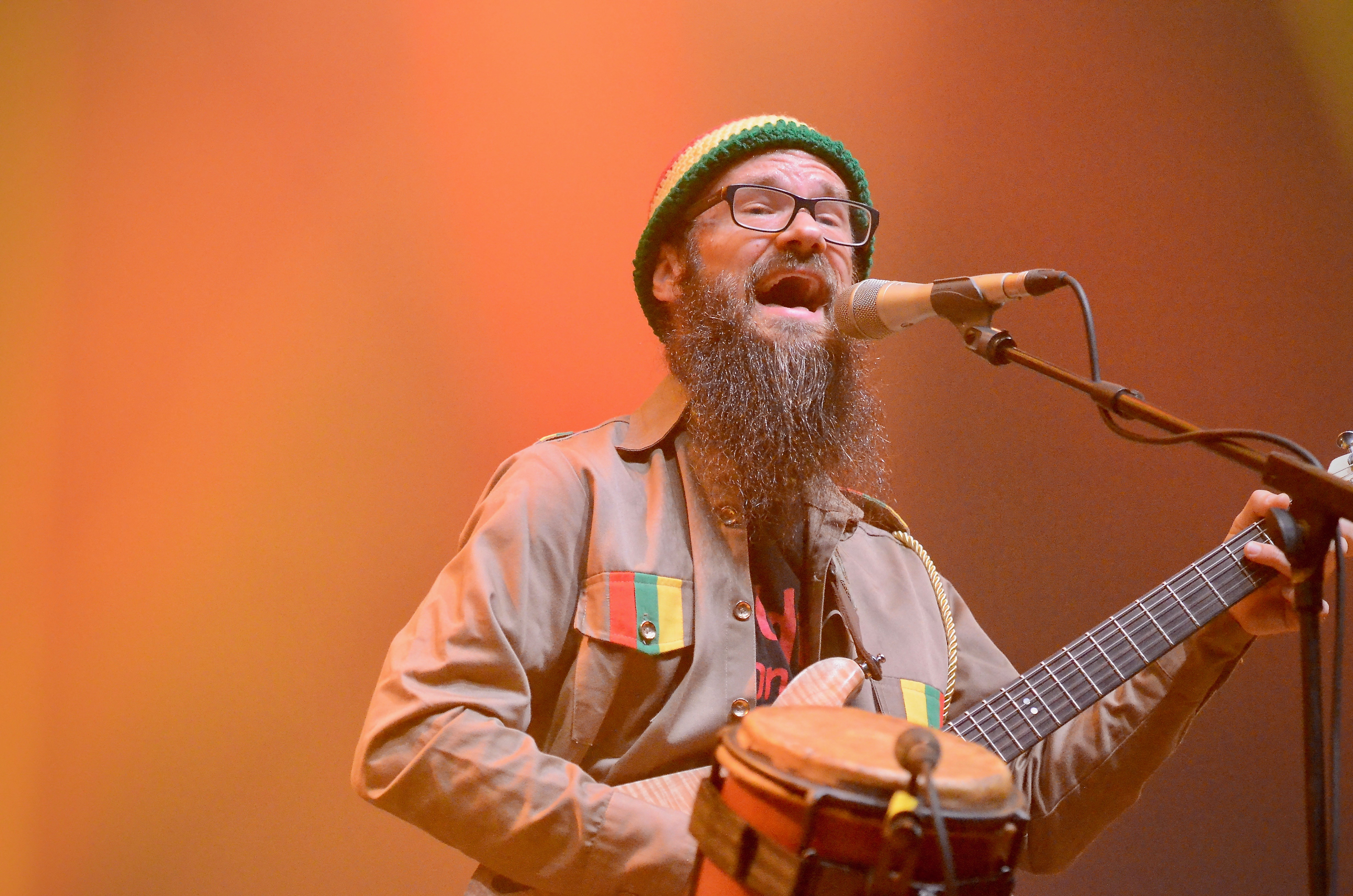
Groundation tijdens een concert in Brussel op 20 oktober 2018

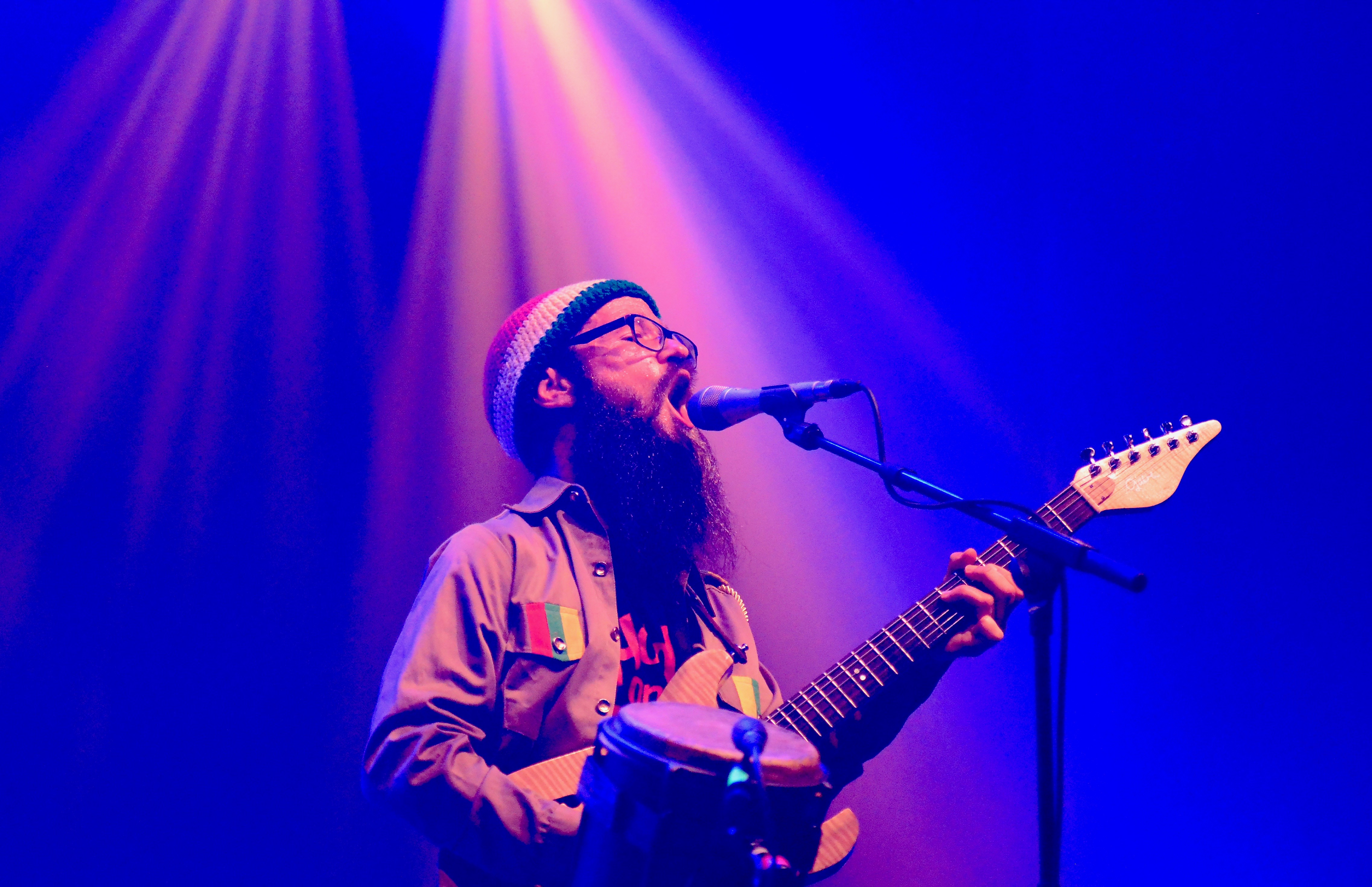
Groundation tijdens een concert in Brussel op 20 oktober 2018

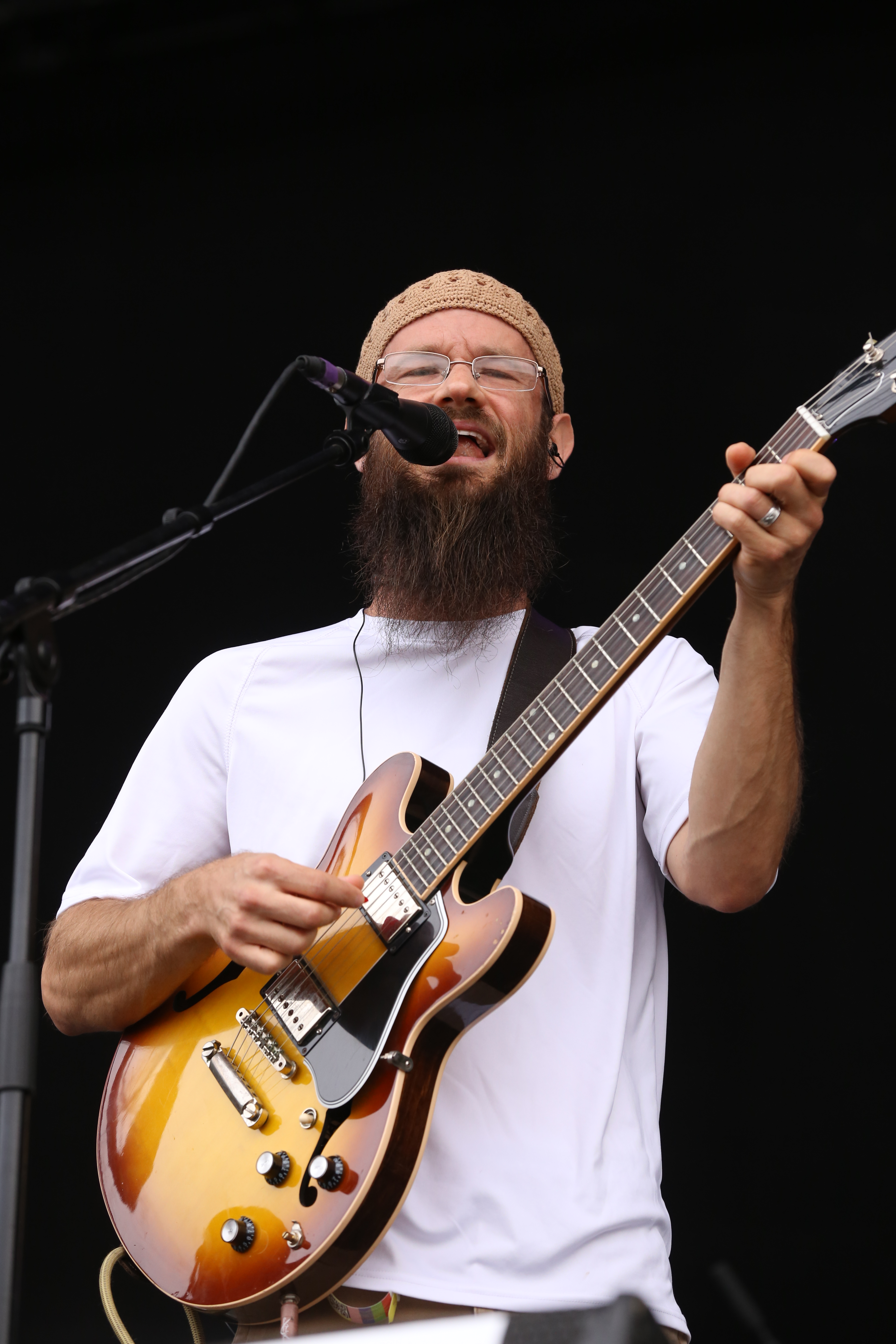
Harrison Stafford (2013)

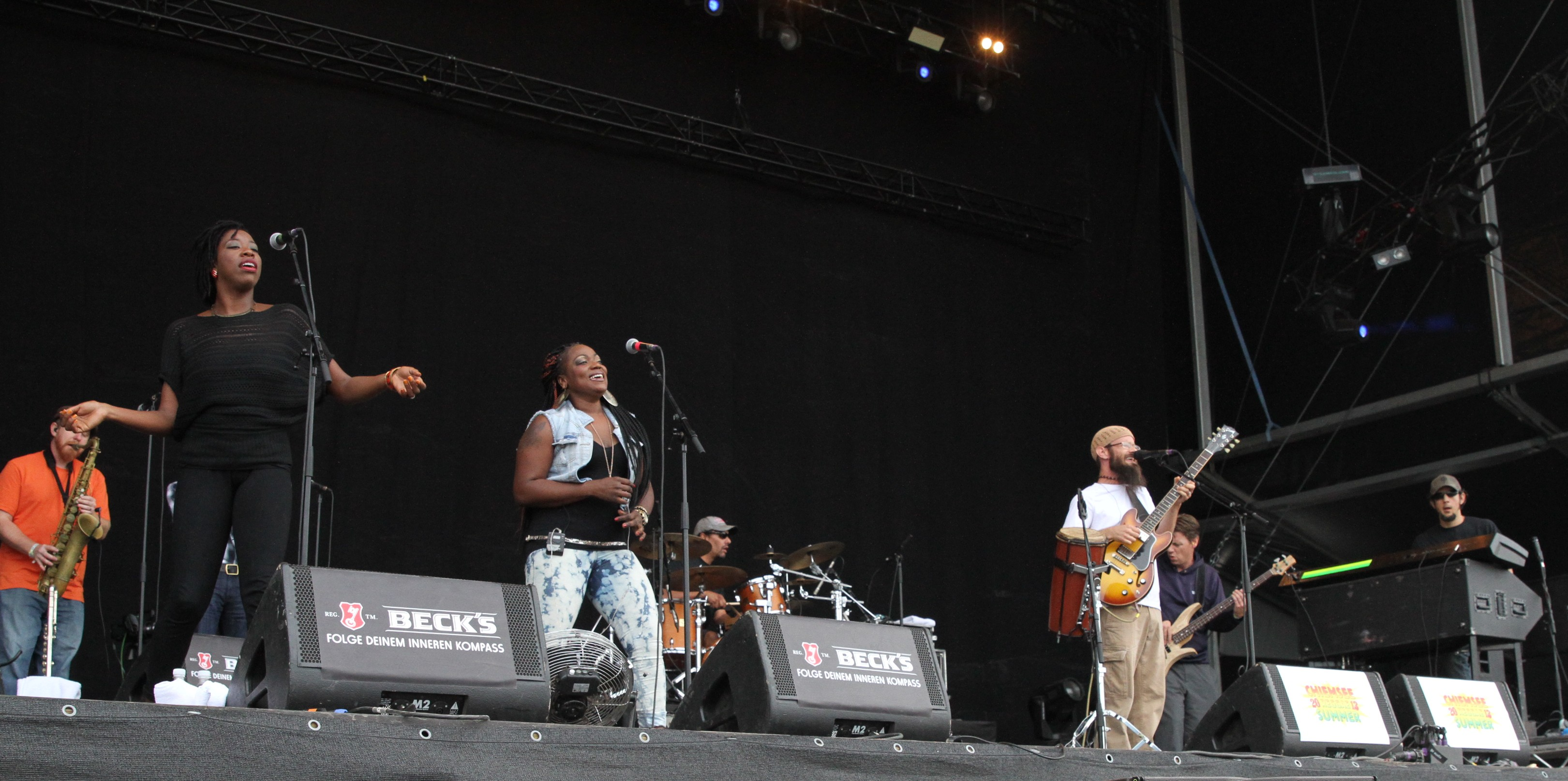
Groundation (2013)

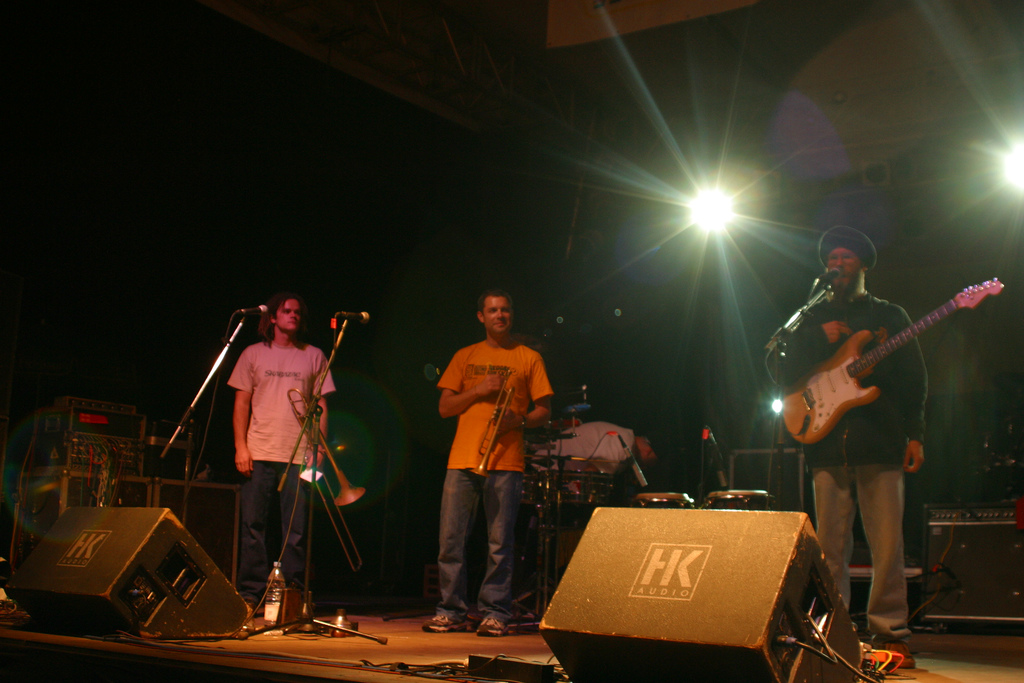
Groundation tijdens het Jamaican Reggae Festival in Kandel, Duitsland, 2006

Groundation is een Amerikaanse reggaeband. Ze zijn afkomstig uit Sonoma County uit Californië. De groep werd gevormd in 1998 onder leiding van Harrison Stafford, Marcus Urani en Ryan Newman. De naam van de groep haalde men uit het rastafari-geloof. 

## Leden
- Harrison Stafford - Zang, Gitaar
- Marcus Urani - Keyboard
- Ryan Newman - Basgitaar
- David Chachere - trompet
- Te Kenawa Haereiti aka Rufus - Drum
- Mingo Lewis Jr. - percussie, Timbales, Conga
- Kim Pommell

## Discografie
- 1999: Young Tree
- 2001: Each One Teach One
- 2002: Hebron gate
- 2004: We Free Again
- 2005: Dub wars
- 2006: Upon The Bridge
- 2009: Here I Am
- 2011: Gathering Of The Elders
- 2012: Building An Ark
- 2014: A Miracle